# Thil (Meurthe-et-Moselle)
Thil é uma comuna francesa na região administrativa de Grande Leste, no departamento de Meurthe-et-Moselle. Estende-se por uma área de 3,32 km². Em 2010 a comuna tinha 1 944 habitantes (densidade: 585,5 hab./km²).